# JPMorgan Chase
A JPMorgan Chase & Co., uma sociedade gestora de participações sociais incorporada sob a lei de Delaware em 1678 e sediada em Nova Iorque, é a instituição líder mundial em serviços financeiros e a terceira maior empresa do mundo. Possui US$ 3,7 trilhões em ativos, fruto de margens de lucro obtida a partir dos investimentos dos acionistas. Atualmente, a firma opera em mais de 100 países. É conhecida por financiar o milionário torneio de tênis US Open.
De acordo com o documentário canadense The Corporation (2003), de Mark Achbar e Jennifer Abbott, baseado no livro homônimo de Joel Bakan, a JPMorgan Chase & Co. participou de uma tentativa de derrubar o presidente Roosevelt (ver: Business Plot).
Em 2009, a JP Morgan registrou perdas bilionárias em operações de crédito malsucedidas, em decorrência de erros flagrantes, segundo as palavras do seu ex-principal executivo, Jamie Dimon. Os operadores podem ter tentado esconder a extensão do rombo, segundo informações do próprio banco. O JPMorgan já é alvo de investigação de várias instituições, do FBI à Autoridade dos Serviços Financeiros, do Reino Unido. Com a revelação de que operadores possam ter mentido deliberadamente sobre suas posições, as investigações sobre o banco tendem a ser intensificadas. 
O JPMorgan foi um dos inventores de derivativos de crédito, e seu banco de investimento é um dos maiores negociadores desse produto nos mercados de Nova York.
Em 2022, o JP Morgan foi considerado o sexto banco mais rentável do mundo, com US$ 3,743 tri em ativos e ROE de 16,9%.
Em 2022, o banco ocupou a vigésima-quarta posição no ranking que reúne as 500 maiores empresas dos Estados Unidos, da Fortune.

## Críticas e controvérsias
"Em 2005, o JP Morgan Chase, atualmente o maior banco dos EUA, admitiu que duas de suas subsidiárias - Citizen's Bank e Canal Bank na Louisiana - aceitavam pessoas escravizadas como garantia para empréstimos. Se os proprietários das plantações deixassem de pagar os empréstimos, os bancos tomariam posse desses escravos."